# Långstjärtad törnskata
Långstjärtad törnskata (Lanius cabanisi) är en fågel i familjen törnskator inom ordningen tättingar.

## Utseende

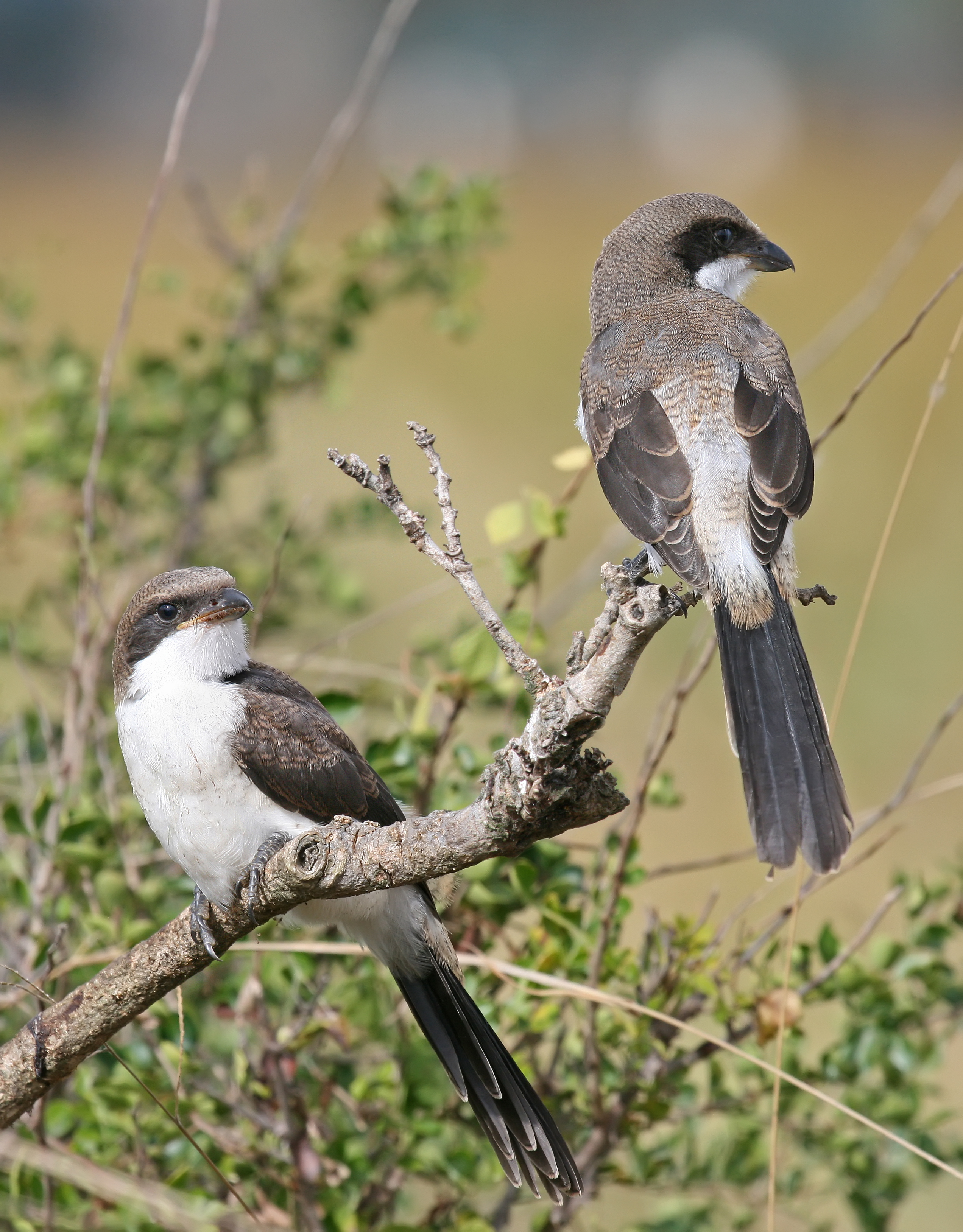
Två juvenila individer.

Liksom hos flera andra törnskator är de båda könens fjäderdräkter lika. Däremot skiljer sig de juvenila fåglarnas fjäderdräkt. Adulta fåglar mäter 26-30 cm och har en vikt på 69-80 gram, där hanarna i genomsnitt är något tyngre. Som trivialnamnet antyder är stjärten påfallande lång. Adulta individer kan skiljas från den i samma region förekommande taitatörnskatan (Lanius dorsalis) genom sin grå rygg och den mera robusta gestalten. Juvenila individer påminner med sin mera svartaktig rygg om taitatörnskatan.

## Utbredning och habitat
Arten förekommer i södra Somalia, i sydöstra Kenya från Victoriasjöns strandlinje till kustlinjen samt i nordöstra Tanzania söderut till staden Dar es Salaam. Dessutom finns en isolerad population vid Usanga Flats. Den förekommer på torr trädlös savannen, i öppna skogar eller kring odlad mark.

## Ekologi
Långstjärtad törnskata syns ofta i små grupper på platser högt upp som telegrafstolpar eller ledningar. De viftar vanligen med stjärten från sida till sida som om de vore upphetsade.
Födan utgörs av insekter, främst skalbaggar och gräshoppor, samt av små ryggradsdjur som ödlor, ormar eller fågelungar. Jakten genomförs ensam eller i mindre grupper, på den för törnskator typiska sättet. De flyger ungefär två meter över marken för att upptäcka byten och dyker sedan ner för att fånga bytet. Bytet vistas vid dessa tillfällen vanligen på marken och ibland på växtligheten samt i undantagsfall i luften. Det finns rapporter från Kustprovinsen i Kenya om mutualiska förhållanden mellan långstjärtad törnskata och rödnäbbad buffelvävare (Bubalornis niger). Törnskatan fångar gräshoppor och andra insekter som vävaren skrämmer upp under födosöket och vävaren drar nytta av varningslätet från den mer uppmärksamma törnskatan.

## Systematik
Resultat från DNA-studier visar att långstjärtad törnskata är mer avlägset släkt med övriga arter i Lanius än gulnäbbad törnskata och skattörnskata, traditionellt placerade i egna släktena Corvinella respektive Urolestes. Antingen bör arten placeras i ett eget släkte eller skattörnskata och gulnäbbad törnskata införlivas i Lanius. Tongivande internationella taxonomiska auktoriteten Clements et al har valt den senare lösningen.

## Status
Arten har ett stort utbredningsområde och beståndet anses stabilt. Internationella naturvårdsunionen IUCN listar den därför som livskraftig (LC).